# Rodemack
Rodemack – miejscowość i gmina we Francji, w regionie Grand Est, w departamencie Mozela.
Według danych na rok 1990 gminę zamieszkiwało 771 osób, a gęstość zaludnienia wynosiła 77 osób/km² (wśród 2335 gmin Lotaryngii Rodemack plasuje się na 453. miejscu pod względem liczby ludności, natomiast pod względem powierzchni na miejscu 605.).